# Малайці Сінгапуру
Сінгапурські малайці, або малайці Сінгапуру — збірна назва населення малайського походження, які заселяли територію сучасного Сінгапуру з XVII сторіччя до сьогодення. Під цим терміном об'єднують малайців, які населяли острів Сінгапур у XVII—XVIII сторіччях, емігрантів з Малайського півострова та навколишніх островів.
Назва одного з регіонів Сінгапуру, Каллангу, походить, імовірно, від місцевої назви народу оранг-лаут («морський народ», «морські кочівники», малай. Orang Biduanda Kallang), представники якого мешкали у цій місцевості до появи англійців на острові у першій половині XIX століття.
Під час британського колоніального панування попри велику кількість мігрантів у Сінгапурі (переважно китайців, індійців та європейців) малайці користувалися спеціальними привілеями як-то ексклюзивні права володіння землею чи переважна участь у колоніальній адміністрації. Втім після Другої світової війни та проголошення незалежності Малайзії малайці Сінгапуру з самого початку не розглядалися як «Bumiputra» (означення малайської нації, буквально перекладається з малайської як «сини землі»), а потім і піддавалися переслідуванням з боку панівної китайської більшості в незалежному Сінгапурі, попри всі конституційні гарантії щодо корінного народу.
На сучасному етапі малайська спільнота часто відчуває себе занедбаною та залишеною обабіч основного життя країни. Втім офіційні органи влади Сінгапуру заперечують це.
Втім за час незалежності двоє малайців стали Президентами Сінгапуру: перший Юсуф бен Ісхак і восьмий Халіма Якоб.
Малайські сінгапурці мають більший природний приріст населення, аніж інші дві великі етнічні групи (китайці та індійці). Втім величина його падає на початку XXI століття. Так, приріст складав 2,54 дитини на родину 2000 року, впав у 2005 році до 2,07, у 2007 - до 1,94 і, нарешті, до 1,82 у 2009 році.